# Gestión urbanística
La Gestión urbanística es una especialidad dentro del campo del urbanismo y de la profesión de urbanista, tradicionalmente estudiada también por arquitectos, ingenieros y abogados.
La Gestión urbanística comprende el conjunto de prácticas que establecen la forma técnico- jurídica de ejecutar los Planes urbanísticos. Su objeto es explicitar y concertar las tareas de los diferentes actores en el proceso: administraciones públicas, propietarios, urbanizadores y promotores. Da respuesta a las siguientes preguntas:
- ¿Quién debe pagar las obras de urbanización? (calles, alcantarillado, agua, electricidad, conexiones a redes existentes)
- ¿En que plazos deben ejecutarse esas obras y bajo que condiciones para asegurar que los futuros habitantes pueden contar con servicios de calidad al instalarse?
- ¿Cómo se consigue que los ciudadanos dispongan de parques y equipamientos?
- ¿Cómo se garantizan en estos procesos tanto el interés público como los de los diferentes propietarios?
Frente al planeamiento urbanístico, un conjunto de prácticas claramente multidisciplinar en el sentido más amplio de la palabra, la gestión presenta, dentro de la necesidad en todo el campo urbanismo de una visión global, una dimensión técnica y jurídica mucho más fuerte. Esto hace que no sea posible una descripción universal de las modalidades de gestión, sino que sea necesario establecer diferencias en función del país o, incluso, de la región.

## Sujetos intervinientes en la gestión urbanística
a)	Las Administraciones públicas y las entidades dependientes de las mismas, así como las Mancomunidades, consorcios, gerencias y sociedades mercantiles que incluyan entre sus fines la gestión urbanística.
b)	Los propietarios de terrenos afectados por actuaciones urbanísticas, sea individualmente o asociados en una entidad urbanística colaboradora.
c)	Los urbanizadores, que son las personas físicas o jurídicas, públicas o privadas, que, sean o no propietarias de los terrenos afectados por una actuación urbanística, contraen la responsabilidad de su ejecución, asumiendo las obligaciones establecidas en los instrumentos de planeamiento y gestión urbanística aplicables sin perjuicio de que los gastos de urbanización correspondan a los propietarios.
d)	Los constructores, que son las personas físicas o jurídicas, públicas o privadas, que ejercen la actividad empresarial de la ejecución material de las obras de urbanización y edificación previstas en los instrumentos de planeamiento y gestión urbanística.

## Gestión urbanística en España
En España cada comunidad autónoma cuenta con sus propias leyes en materia urbanística. Existen dos corrientes principales, aunque hay casos mixtos.
- Una gran parte de las Comunidades siguen el antiguo modelo estatal, con tres sistemas de actuación. Se llama sistema de actuación a la modalidad de gestión urbanística. El primer sistema, de compensación, establece que corresponde a los propietarios, agrupados en una Junta de Compensación, ejecutar las obras bajo el control de la Administración Pública, compensándose entre ellos los gastos y las ganancias (cargas y beneficios). El segundo sistema, de cooperación, consiste en que las obras las ejecuta la administración pública repercutiendo su costo a los propietarios. El tercer sistema es el de expropiación: la Administración expropia a los propietarios y, en su nueva condición de propietaria, ejecuta las obras.
- A partir de la Ley valenciana de principios de la década de 1990, se establece un modelo de agente urbanizador. La urbanización se considera una función pública susceptible de concesión por la administración. Se establece un modelo de garantías, al igual que en el modelo clásico, pero no se entra a determinar de que modo deben agruparse los propietarios, pues el agente urbanizador puede ser cualquier empresa que obtenga la concesión, aun no siendo propietario. Algunas leyes que siguen este modelo únicamente diferencian entre gestión directa (la administración gestiona todo el proceso directamente) o indirecta (gestiona el urbanizador concesionario).

## Ley de Suelo de 2007
La Ley 8/2007, de 28 de mayo, de Suelo, posibilita la actuación de nueva urbanización , regulada en su artículo 14 hace referencia a las Actuaciones de transformación urbanística, distinguiendo tres supuestos:
- Actuación de transformación urbanística de nueva urbanización.

- Actuación de transformación urbanística de reforma o renovación.

- Actuación de transformación urbanística de dotación

- Paso de un ámbito de suelo de la situación de suelo rural a la de urbanizado.